# هربرت پروهاسکا
هربرت پروهاسکا (آلمانی: Herbert Prohaska؛ زادهٔ ۸ اوت ۱۹۵۵) یک بازیکن فوتبال و سرمربی اهل اتریش است.
از باشگاه‌هایی که در آن بازی کرده‌است می‌توان به آ. اس. رم، باشگاه فوتبال آستریا وین و اینتر میلان اشاره کرد.
وی همچنین در تیم ملی فوتبال اتریش بازی کرده‌است.